# Marlos Sampaio
Marllos Rossano Ribeiro Gonçalves de Sampaio (Teresina, 28 de dezembro de 1974) é um delegado de polícia e político brasileiro que exerce o mandato de deputado federal pelo Piauí.

## Biografia
Filho de Themístocles de Sampaio Pereira e Anatália Gonçalves de Sampaio Pereira. Bacharel em Direito pela Universidade de Fortaleza em 1999 com pós-graduação pelo Centro de Ensino Unificado de Teresina em 2005. Filiado ao PMDB foi eleito vice-prefeito de Esperantina no pleito do ano 2000, cargo que acumulou com o de Secretário Municipal de Esportes, Cultura e Lazer na administração José Ivaldo Franco. Renunciou ao cargo e ao mandato em 2002 para assumir o cargo de delegado de polícia civil após ser aprovado em concurso público.
Titular do 2º Distrito Policial e delegado regional em Campo Maior, trabalhou na Delegacia de Polícia Interestadual (POLINTER), na Central de Flagrantes e na Delegacia do Idoso, ambas em Teresina. Em 2010 foi eleito deputado federal em substituição ao pai. Candidato a vice-prefeito de Teresina na chapa do prefeito Elmano Férrer (PTB) em 2012 foi derrotado em segundo turno.
Irmão do deputado estadual Themístocles Filho, presidente da Assembleia Legislativa do Piauí desde 2005.